# Чанга
Чанга (на гръцки: Τσάγγα) е бивше село в Егейска Македония, Гърция, разположено на територията на дем Пеония в административна област Централна Македония.

## География
Селото е било разположено в източните поли на планината Паяк (Пайко), в долината на Коджадере северозападно от Извор (Пиги) и южно под едноименното възвишение Чанга (438 m).

## История
Чанга се споменава в XV век в Оливеровата нахия, станала по-късно Фущанска каза. Към края на XX век следите на селото едва се забелязват.